# یواس‌اس کی-۲ (اس‌اس-۳۳)
یواس‌اس کی-۲ (اس‌اس-۳۳) (به انگلیسی: USS K-2 (SS-33)) یک زیردریایی بود که طول آن ۱۵۳ فوت ۷ اینچ (۴۶٫۸۱ متر) بود. این زیردریایی در سال ۱۹۱۳ ساخته شد.